# Château de Kaminoyama
Le château de Kaminoyama (上山城, Kaminoyama-jō), aussi connu sous le nom de château de Tsukioka, est un hirayamashiro (un château japonais sur une hauteur) situé à Kaminoyama, préfecture de Yamagata au Japon. Le bâtiment est construit en 1535 par  du clan Mogami pour défendre leur frontière sud. Il prend de l'importance durant les luttes entre les daimyos Mogami et Date Masamune, puis passe sous le contrôle du clan Toki et est ensuite démoli quand le clan se déplace dans une autre région en 1692. Le tenshu (donjon) a été reconstruit en béton en 1982.